# Sarima illibata
Sarima illibata är en insektsart som beskrevs av Melichar 1903. Sarima illibata ingår i släktet Sarima och familjen sköldstritar. Inga underarter finns listade i Catalogue of Life.